# Hippocampus nalu
Hippocampus nalu — вид морських коників. Описаний у 2020 році.

## Поширення
Вид поширений на заході Індійського океану. Виявлений лише у затоці Сордвана на східному узбережжі ПАР. Трапляється серед коралових рифів.

## Опис
Це карликовий морський коник, завдовжки 1,9-2,2 мм. Забарвлення жовтувато-коричневого кольору. На спині має колосоподібні шипи, в той час як інші карликові морські коники мають плоскі наконечники.